# INA

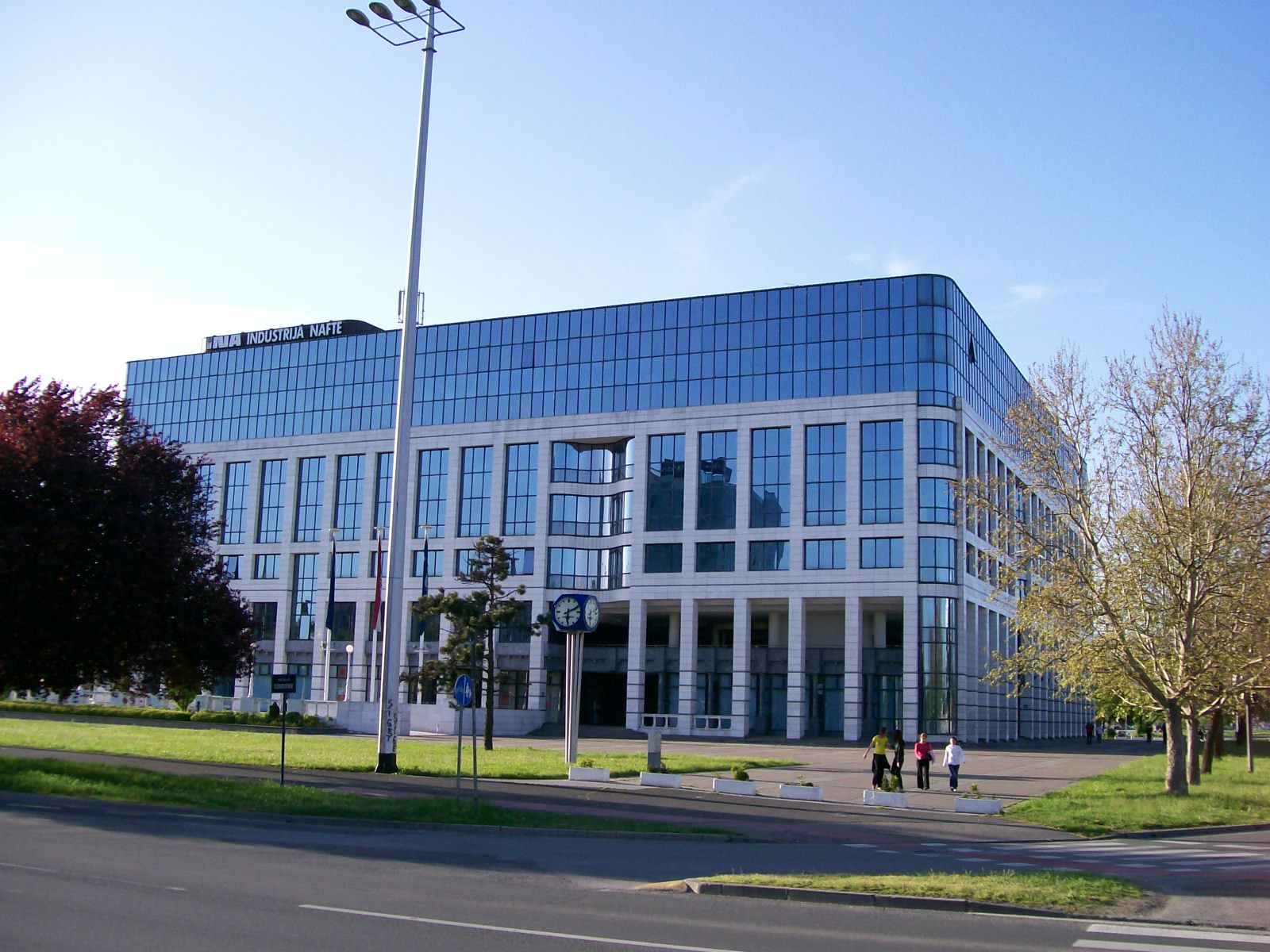
Штаб-квартира компании в Загребе

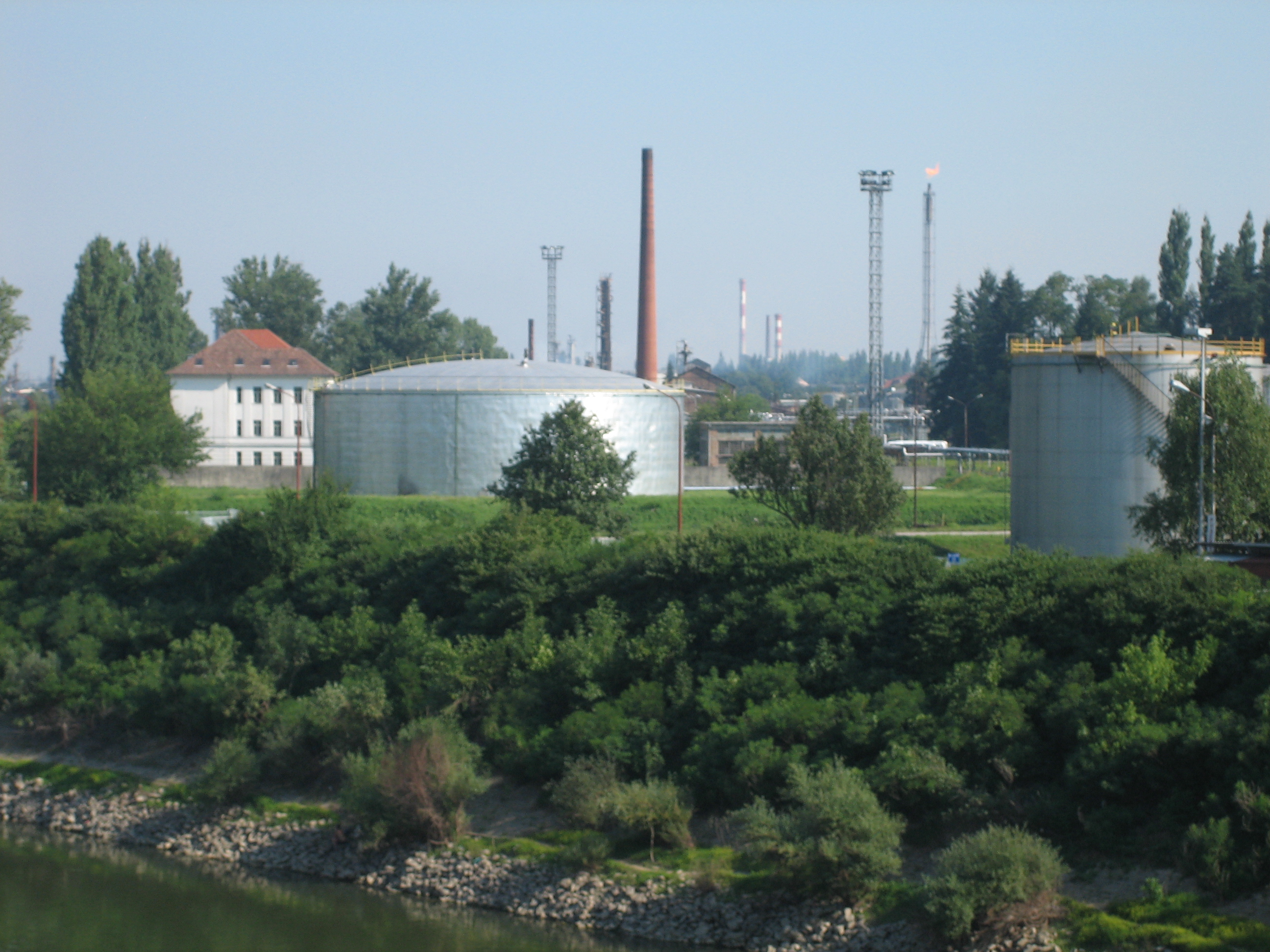
Нефтеперерабатывающий завод INA в Сисаке

INA (сокращение от Industrija nafte, нефтяная индустрия) — крупнейшая нефтегазовая компания Хорватии. Основана в 1964 году. Компания имеет листинг как на Загребской фондовой бирже, так и Лондонской фондовой бирже (через глобальные депозитарные расписки). Одна из 25 компаний, включённых в ключевой хорватский фондовый индекс CROBEX. Штаб-квартира располагается в Загребе.

## Структура и показатели
Владельцами компании являются венгерская нефтегазовая компания MOL (47.16 % акций), хорватское государство (44,84 %) и частные инвесторы (7,9 %).
Группа компаний INA состоит из центрального подразделения INA, d.d. и ряда принадлежащих ей аффилированных компаний, объединённых вместе в INA Group. Число сотрудников INA, d.d. составляет 8 876 человек, число сотрудников INA Group — 14 217 человек. Председатель правления — Золтан Алдотт (Zoltán Áldott).
По вырученной прибыли INA — крупнейшая компания Хорватии, по данным на 2010 год её доход составил 24 миллиарда хорватских кун (~ 3,5 миллиарда евро). Кроме того, INA — крупнейший хорватский экспортёр, в 2011 году компания экспортировала товаров и услуг на сумму 10,47 миллиардов кун.

## История
Компания основана 1 января 1964 года слиянием нефтяной компании Нафтаплин и нефтеперерабатывающих предприятий в Риеке и Сисаке.
В 1968 году компания ввела в строй крупный завод по производству минеральных удобрений в Кутине. В 1974 году INA подписала контракт на строительство трубопровода JANAF по территории Хорватии от Омишаля до венгерской границы. Трубопровод введён в эксплуатацию в 1979 году.
В 1993 году компания была преобразована в акционерное общество. Первоначально 100 % акций принадлежало хорватскому государству, в 2003 году 25 % акций получила венгерская компания MOL. В 2006 году акции компании были пущены в свободную котировку на Загребской фондовой бирже, хорватское государство сохранило за собой долю 44,84 %.

## Деятельность
Ядро группы компаний — компания INA, d.d. занимается разведкой, добычей и транспортировкой нефти и газа. Компания занимается деятельностью и за пределами Хорватии, в частности, ведёт разведку и добычу нефтегазовых месторождений в Анголе и Египте. В группу компаний INA входят два крупнейших нефтеперерабатывающих завода страны в Риеке и Сисаке. Программа компании предусматривает вложение в эти заводы глобальных инвестиций на сумму около 4 миллиардов кун для приведения всей продукции к европейским нормативам. Также компании принадлежит завод по производству минеральных удобрений в Кутине и ряд более мелких нефтехимических предприятий.
Среди аффилированных компаний группы INA — PROplin (производство сжиженного природного газа), Crosco (буровые работы), STSI (технические услуги) и Maziva-Zagreb (производство смазочных материалов). INA также принадлежит доля в JANAF, хорватском нефтепроводе.
Компании принадлежит сеть из 454 автозаправок под брендом «INA» в Хорватии и сопредельных странах.